# Cypselea
Genre
Classification phylogénétique
Cypselea Turpin est un genre de plante de la famille des Aizoaceae.
Cypselea Turpin, in Ann. Mus. Natl. Hist. Nat. 7: 219 (1806)
Type : Cypselea humifusa Turpin

## Liste des espèces
- Cypselea humifusa Turpin
- Cypselea meziana K.Müll.
- Cypselea rubriflora Urb.